# Foot Ball Club di Roma 1922-1923
Questa pagina raccoglie le informazioni riguardanti il Foot Ball Club di Roma nelle competizioni ufficiali della stagione 1922-1923.

## Stagione
Il Roman si classificò all'ultimo posto nel girone laziale retrocedendo in Seconda Divisione.

## Divise
| Casa     | \| Portiere \| |
| Portiere |                |

## Rosa
| N. |                   | Ruolo | Calciatore  |
| -- | ----------------- | ----- | ----------- |
|    | Italia (bandiera) | P     | Cantoni     |
|    | Italia (bandiera) | D     | Lommi       |
|    | Italia (bandiera) | D     | Guadagno    |
|    | Italia (bandiera) | D     | Pirandello  |
|    | Italia (bandiera) | C     | Scaglierini |
|    | Italia (bandiera) | C     | Sartori     |
|    | Italia (bandiera) | C     | Bechis      |
|    | Italia (bandiera) | C     | Alfieri     |
|    | Italia (bandiera) | C     | Pocobelli   |
|    | Italia (bandiera) | C     | Buscalferri |
|    | Italia (bandiera) | A     | Fioretti    |

| N. |                     | Ruolo | Calciatore  |
| -- | ------------------- | ----- | ----------- |
|    | Ungheria (bandiera) | A     | Vailati I   |
|    | Italia (bandiera)   | A     | Donati      |
|    | Italia (bandiera)   | A     | Parmeggiani |
|    | Italia (bandiera)   | A     | Vegezzi     |
|    | Italia (bandiera)   | A     | Mazzarella  |
|    | Italia (bandiera)   | A     | Telfner     |
|    | Italia (bandiera)   | A     | Rea         |
|    | Italia (bandiera)   | A     | Giannuzzi   |
|    | Italia (bandiera)   | A     | Bompiani    |
|    | Italia (bandiera)   | A     | Cerruti     |

## Risultati

### Prima Divisione

#### Girone laziale

##### Girone di andata
| Arbitro: | Perugini (Roma) |

|                   |           |                                                                                        |
| Donati 14’ (rig.) | Marcatori | 4’, 5’, 81’ Corbjons 7’ Proietti 44’ Degni 48’, 61’, 80’ Moretti 75’ Mattei 87’ Rovida |

| Arbitro: | Tomassini (Roma) |

|  |           |                                            |
|  | Marcatori | 32’ Delfini 63’ Bianchi I 64’ Alessandroni |

| Arbitro: | Bellucci (Roma) |

|  |           |            |
|  | Marcatori | 65’ Donati |

| Arbitro: | Cinti (Roma) |

|                       |           |                                               |
| Vailati 4’ Donati 32’ | Marcatori | 30’ (rig.) Bernardini 59’ Ottier 77’ Maneschi |

| Arbitro: | Reguzzoni (Roma) |

|                       |           |  |
| Pirandello 53’ (rig.) | Marcatori |  |

##### Girone di ritorno
| Arbitro: | Tonini (Milano) |

|                                      |           |                 |
| Degni 1’, 20’ Proietti 49’ Torta 66’ | Marcatori | 47’ Parmeggiani |

| Arbitro: | Spinelli (Roma) |

|                       |           |  |
| Alessandroni 15’, 40’ | Marcatori |  |

| Arbitro: | Perugini (Roma) |

|  |           |           |
|  | Marcatori | 60’ Giuli |

| Arbitro: | Bellucci (Roma) |

|                  |           |  |
| Filippi 15’, 25’ | Marcatori |  |

| Arbitro: | Spinelli (Roma) |

|                                 |           |             |
| Drizzi 12’, 30’ Pedrelli II 55’ | Marcatori | 80’ Cerruti |

## Statistiche

### Statistiche di squadra
| Competizione                     | Punti | In casa | In casa | In casa | In casa | In casa | In casa | In trasferta | In trasferta | In trasferta | In trasferta | In trasferta | In trasferta | Totale | Totale | Totale | Totale | Totale | Totale | DR  |
| Competizione                     | Punti | G       | V       | N       | P       | Gf      | Gs      | G            | V            | N            | P            | Gf           | Gs           | G      | V      | N      | P      | Gf     | Gs     | DR  |
| -------------------------------- | ----- | ------- | ------- | ------- | ------- | ------- | ------- | ------------ | ------------ | ------------ | ------------ | ------------ | ------------ | ------ | ------ | ------ | ------ | ------ | ------ | --- |
| Prima Divisione - girone laziale | 4     | 5       | 1       | 0       | 4       | 4       | 17      | 5            | 1            | 0            | 4            | 3            | 11           | 10     | 2      | 0      | 8      | 7      | 28     | -21 |

### Statistiche dei giocatori
| Giocatore   | Prima Divisione | Prima Divisione |
| Giocatore   | Presenze        | Reti            |
| ----------- | --------------- | --------------- |
| Alfieri     | 1               | 0               |
| Bechis      | 7               | 0               |
| Bompiani    | 2               | 0               |
| Buscalferri | 7               | 0               |
| Cantoni     | 10              | -28             |
| Cerruti     | 2               | 1               |
| Donati      | 9               | 3               |
| Fioretti    | 2               | 0               |
| Giannuzzi   | 3               | 0               |
| Guadagno    | 8               | 0               |
| Liberi II   | 1               | 0               |
| Lommi       | 6               | 0               |
| Mazzarella  | 1               | 0               |
| Oleano      | 1               | 0               |
| Parmeggiani | 6               | 1               |
| Pirandello  | 6               | 1               |
| Pocobelli   | 2               | 0               |
| Rea         | 7               | 0               |
| Scaglierini | 10              | 0               |
| Telfner     | 2               | 0               |
| Vailati I   | 4               | 1               |
| Vegezzi     | 4               | 0               |